# John Joseph Wright
John Joseph Wright (Dorchester (Massachusetts), 18 juli 1909 - Cambridge (Massachusetts), 10 augustus 1979) was een Amerikaans geestelijke en kardinaal van de Rooms-Katholieke Kerk.

## Opleiding
Wright bezocht de Latijnse school in Boston en werkte in zijn vrije tijd als loopjongen in de Openbare Bibliotheek. Hij studeerde in 1931 af aan het Boston College en bezocht daarna het grootseminarie van St. John in Brighton. Tijdens zijn eerste studiejaar daar ging hij naar Rome om te studeren aan de Pauselijke Noord-Amerikaanse Universiteit en de Pauselijke Gregoriaanse Universiteit. Hij werd in de kapel van de Noord-Amerikaans universiteit priester gewijd op 8 december 1935. Wright promoveerde in de theologie en doceerde enkele jaren aan het grootseminarie van St. John, alvorens in 1943 particulier secretaris van de aartsbisschop van Boston te worden. Op 17 december 1944 werd hij verheven tot Monseigneur.
Op 10 mei 1947 benoemde paus Pius XII hem tot titulair bisschop van Aegeae en tot bisschop-coadjutor van Boston. In 1950 werd hij benoemd tot bisschop van Worcester. In die hoedanigheid toonde hij zich een criticus van zowel utopisten als van cultuurpessimisten. Hij zei onder meer dat een "voorbeeldig Christen de ernstige fouten, waartoe de menselijke natuur in staat is, herkent maar weet dat de genade sterker is dan de zonde" Op 23 januari 1959 benoemde Paus Johannes XXIII Wright tot bisschop van Pittsburg. Hij nam deel aan het Tweede Vaticaans Concilie en was betrokken bij de totstandkoming van verschillende concilie-teksten.

## Congregatie voor de Clerus
Paus Paulus VI benoemde hem in 1969 tot prefect van de Congregatie voor de Clerus, een positie die Wright tot zijn dood zou blijven bekleden. Tijdens het consistorie van 28 april van dat jaar werd hij verheven tot kardinaal en tot titulus van de Gesù Divin Maestro alla Pineta Sacchetti.
Wright nam niet deel aan het conclaaf van augustus 1978, omdat hij toen herstellende was van een operatie aan zijn been. Aan het conclaaf van oktober van datzelfde jaar nam hij wel deel. In 1978 schreef hij het voorwoord bij de Engelstalige editie van Illustrissimi, een boek met brieven van Paus Johannes Paulus I aan allerlei fictieve of reeds overleden personen dat zich laat lezen als een verzameling korte preken. Daarin stelde de kardinaal, verwijzend naar de bijnaam van Johannes Paulus, de lachende paus, dat er te weinig gelachen wordt in de katholieke kerk en dat de tijd aangebroken leek dat de vreugde zou terugkeren in de Kerk.
- Bibliothèque nationale de France: cb122586519 (data)
- Gemeinsame Normdatei: 1121044816
- International Standard Name Identifier: 0000 0001 0915 4848
- Library of Congress Control Number: n50076005
- Nationale bibliotheek van Australië: 35787895
- Nederlandse Thesaurus van Auteursnamen: 163115389
- Réseau des bibliothèques de Suisse occidentale: 02-A018683251
- Istituto Centrale per il Catalogo Unico: SBLV058616
- SNAC: w6sx7g4h
- Système universitaire de documentation: 059619961
- Trove: 1088103
- Virtual International Authority File: 73910808
- WorldCat: E39PBJrC9t9Xf8jJFXKB8cvJXd